# Werner Seelenbinder
Werner Seelenbinder (2. srpna 1904, Štětín — 24. října 1944, Brandenburg an der Havel) byl německý zápasník a účastník protinacistického odboje.

## Sportovní kariéra
Narodil se ve Štětíně, od pěti let žil v berlínské čtvrti Neukölln. Pracoval v továrně Elektro-Apparate-Werke Berlin-Treptow. V roce 1925 vyhrál Dělnickou olympiádu ve Frankfurtu, v roce 1928 zvítězil na Spartakiádě v Moskvě. V letech 1933 až 1941 byl šestkrát mistrem Německa v polotěžké váze. Na berlínské olympiádě skončil na čtvrtém místě. Na mistrovství Evropy v zápase získal v letech 1937 a 1938 bronzové medaile.

## Politické aktivity
V roce 1928 vstoupil do komunistické strany. V roce 1933 byl potrestán šestnácti měsíci zákazu startu za to, že odmítl při vyhlašování vítězů na závodech hajlovat. Navázal kontakty s odbojovou skupinou, kterou vedl Robert Uhrig. V únoru 1942 byl Seelenbinder zatčen za ilegální činnost a 24. října 1944 popraven guillotinou.

## Odkaz
Byla podle něj pojmenována sportovní hala Werner-Seelenbinder-Halle (zbořená 1992) a Werner-Seelenbinder-Sportpark v Berlíně. Také v olympijské vesnici v Mnichově nesla jedna ulice Seelenbinderovo jméno. Jeho portrét byl na líci medaile, kterou dostal každý mistr sportu NDR. V květnu 2008 byl uveden do Síně slávy německého sportu.